# 케인 (프로레슬링 선수)
케인(영어: Kane, 본명: 글렌 토머스 제이콥스, 1967년 4월 26일 ~ )은 스페인의 전 프로레슬링 선수이자 현 테네시주 녹스 카운티의 시장이다. 키는 203cm(6 ft 8 in), 몸무게는 147kg(324 lb)이다.

## 여담
- 부모님이 군 근무시절 스페인 파견근무로 인해 스페인에서 태어났지만 국적은 미국이다.

- 피니쉬는 초크슬램 프롬 헬(초크슬램), 툼스톤 파일드라이버(닐링 리버스 파일드라이버), 헬파이어 파워밤(펄링 파워밤)을 자주 사용하며 가장 잘 사용하는 모습이다. 게다가 전에 디디에스(펄링 디디티), 디디에스 슬램(펄링 파워슬램), 디디에스 넥브레이커(스피닝 넥브레이커), 아르젠틴 페이스버스터, 레그 훅 벨리-투-백 수플렉스, 잭나이프 파워밤(쉬어 드롭 릴리즈 파워밤), 라이트-핸드 넉아웃 훅, 런닝 힐 킥, 리버스 에스티오로 사용을 한 적도 있다. 시그니처는 사이드 수플렉스, 스로트 쓰러스트, 점핑 바디슬램, 밀리터리 프레스 드롭으로 자주 사용을 한다. 백 바디 드롭도 여전히 사용을 한다. 런닝 디디티도 마찬가지다.

- 선수 기믹과는 달리 아주 성품이 바르고 온화한 성격을 가졌으며 프로레슬링도 가장 열심히 하는 선수로 알려져 있다. 또한 케인의 기믹에는 두 가지가 있다. 하나는 데몬 케인(마스크를 쓰는 것), 또 하나는 코퍼레이트 케인(마스크를 쓰지 않는 것)이다. 케인의 한 쪽 눈에 이상이 있다는 것을 '마스크 케인' 기믹 시절에 유니버스들은 알지 못했지만 케인이 가면을 벗고 활동함과 동시에 그의 눈에 관한 비하인드 스토리가 퍼지기 시작하였다.

- 2018년 8월 2일 공직 선거에서 당선되어 정계에서 본격적인 활동을 시작할 예정이다.

## Professional wrestling highlights
- Finishing moves
  - Argentine facebuster - 1996-1997
  - Chokeslam From Hell (Chokeslam) -1997-present; adopted from his stepbrother The Undertaker
  - DDS (Falling DDT) - 1995-1996
  - DDS Slam (Falling powerslam) - 1995-1996
  - DDS Neckbreaker (Spinning neckbreaker) - 1995-1996
  - Hellfire Powerbomb (Falling powerbomb) - 1997-present
  - Leg hook belly-to-back suplex - 1992-1995
  - Jackknife Powerbomb (Sheer drop release powerbomb) - 1996-1997; adopted from Diesel
  - Reverse STO - 1992-1995
  - Right-handed knockout hook - 1996-1997
  - Running heel kick - 1992-1995
  - Tombstone Piledriver (Kneeling reverse piledriver) - 1997-present; adopted from his stepbrother The Undertaker
- Signature moves
  - Back body drop
  - Clawhold - 2011-present
  - Diving plancha
  - Hurricanrana - 1992-1994; 2001-present
  - Kneeling backbreaker
  - Multiple lariat variations
  - Corner
  - Diving
  - Running
  - Multiple kick variations
    - Enzuigiri
    - Jumping drop
    - Knee, to the opponent's trunk
    - Running big boot

  - Multiple powerslam variations
    - Running
    - Scoop
    - Tilt-a-whirl

  - Multiple slam variations
    - Jumping body
    - Military press
    - Pendulum
    - Tilt-a-whirl mat

  - Multiple suplex variations
    - Belly to back
    - Side
    - Vertical

  - Military press drop
  - Running DDT
  - Throat thrust

- Manager
  - AJ Lee
  - Chyna
  - Dutch Mantel
  - Eddie Gilbert
  - Jerry Lawler
  - Jim Cornette
  - Lita
  - Paul Bearer
  - Sara
  - Tori
  - Vince Mcmahon

- Entrance themes
  - "Unholy" by Kiss (2 January 1995 - 12 August 1995)
  - "Root Canal" by Jim Johnston (August 18, 1995 - September 12, 1996)
  - "Diesel Blues" by Jim Johnston (23 September 1996 - 11 May 1997)
  - "Burned" by Jim Johnston (5 October 1997 - 12 June 2000)
  - "Out of the Fire" by Jim Johnston (June 19, 2000 - March 28, 2002)
  - "American Bad Ass" by Kid Rock (2000 - February 2001; used as a member of Brothers of Destruction)
  - "Rollin '(Air Raid Vehicle) (with Out of the Fire as an introduction)" by Limp Bizkit (February 2001 - November 18, 2001; used as a member of the Brothers of Destruction)
  - "Slow Chemical" by Jim Johnston and Finger Eleven (1 April 2002 - 11 August 2008)
  - "Rest in Fire" by Jim Johnston (14 March 2004 - 6 March 2010; used as a member of the Brothers of Destruction)
  - "Man on Fire" by Jim Johnston (August 18, 2008 - July 22, 2011)
  - "Veil of Fire" by Jim Johnston (12 December 2011 - 5 December 2016)
  - "Rest in Peace" by Jim Johnston (9 November 2015 - 22 November 2015; used as a member of the Brothers of Destruction)
  - "Veil of Fire (Rise Up Remix)" by CFO$ (October 16, 2017-present)

## 수상
- 워스트 앵글 오브 더 예이 (2018) - 언더테이커 vs 트리플 에이치 언드 숀 마이클스
- 퓨드 오브 더 이열 (2013) vs 다니엘 브라이언 에스 어 멤버 어소리티
- 모스트 헤이터드 레슬러 오브 더 이열 (2013) 에스 어 멤버 어소리티
- 태그팀 오브 더 이열 (1999) - 엑스-팍
- 랭크드 넘버 4 오브 더 탑 500 싱글즈 레슬링 오브 더 이열 인 더 PWI 500 인 2011
- 랭크드 넘버 186 오브 더 탑 500 베스트 싱글즈 레슬링 듀링 더 PWI 500 이열즈 인 2003
- SMW 태그팀 챔피언 (1회) - 알 스노우
- USWA 헤비웨이트 챔피언 (1회)
- ECW 챔피언 (1회)
- WCW 태그팀 챔피언 (1회) - 언더테이커
- WWE 24/7 챔피언 (1회)
- WWE 월드 헤비웨이트 챔피언 (구 버전) (1회)
- WWF 챔피언 (1회)
- WWF 하드코어 챔피언 (1회)
- WWF/WWE 인터콘티넨탈 챔피언 (2회)
- WWE 태그팀 챔피언 (구 버전) (2회) - 빅 쇼 (1회), 다니엘 브라이언 (1회)
- WWF/WWE/월드 태그팀 챔피언 (구 버전) (9회) - 맨카인드 (2회), 엑스-팍 (2회), 언더테이커 (2회), 허리케인 (1회), 랍 밴 댐 (1회), 빅 쇼 (1회)
- 태그팀 로얄 럼블 (1998)
- 에잇쓰 트리플 크라운 챔피언
- 써드 그랜드 슬램 챔피언
- 홀 오브 페임 (클래스 오브 2021)
- 브래깅 라잇스 트로피 (2009) - 팀 스맥다운(크리스 제리코, 매트 하디, 알 트루스, 핀레이, 데이비드 하트 스미스, 언드 타이슨 키드)
- WWE 머니 인 더 뱅크 (스맥다운 2010)
- 슬리미 어워드 (2회)
  - 베스트 패멀리 밸류 (2010) - 비팅 업 잭 스웨거 시니어
  - 매치 오브 더 이열 (2014) - 팀 시나 vs 팀 어소리티 WWE 서바이버 시리즈 2014
- 구커 어워드 (2002) - 케이티 빅 퓨드 트리플 에이치
- 모스트 디스거스팅 프러모우셔널 택틱 (1996) - 가짜 디젤 기믹
- 모스트 디스거스팅 프러모우셔널 택틱 (2002) - 비잉 어큐즈드 오브 머더 언드 네크러필려 바이 트리플 에이치
- 모스트 디스거스팅 프러모우셔널 택틱 (2004) - 프레그넌시/웨딩/미스케어러지 앵글 리타
- 모스트 오우버레이티드 (2010, 2014, 2015)
- 워스트 퓨드 오브 더 이열 (2002) vs 트리플 에이치
- 워스트 퓨드 오브 더 이열 (2003) vs 쉐인 맥맨
- 워스트 퓨드 오브 더 이열 (2004) vs 매트 하디 언드 리타
- 워스트 퓨드 오브 더 이열 (2007) vs 빅 대디 브이
- 워스트 퓨드 오브 더 이열 (2008) vs 레이 미스테리오
- 워스트 퓨드 오브 더 이열 (2010) vs 에지
- 워스트 퓨드 오브 더 이열 (2012) vs 존 시나
- 워스트 기믹 (1996) - 가짜 디젤
- 워스트 워크드 매치 오브 더 이열 (2001) - 언더테이커 vs 크로니케이 엑트 WWF 언포기븐 2001
- 워스트 워크드 매치 오브 더 이열 (2018) - 언더테이커 vs 트리플 에이치 언드 숀 마이클스 엑트 WWE 크라운 주얼 2018
- WWE 명예의 전당 헌액자 (2021년)